# Гарикойц, Мишель
Мишель Гарикойц (фр. Michel Garicoïts, баск. Mixel Garikoitz; 15 апреля 1797[…], Ибарре — 14 мая 1863[…], Лестель-Бетаррам) — католический священник, основатель Конгрегации бетаррамских священников Святейшего Сердца Иисуса, святой Католической церкви.

## Биография
Родился 15 апреля 1797 года в Ибарре и был старшим из шести детей в семье крестьян Арно Гарикойца и Грацианны Эчеверри. Его родители оставались верными Церкви во время Великой французской революции и помогали священникам скрываться от преследований. В 1806 году Мишель начал учиться в сельской школе, но с 1809 года был вынужден работать батраком на ферме в Онексе. 9 июня 1811 года, в праздник Святой Троицы, приступил к первому причастию. После возвращения в Ибар в 1813 году Мишель сказал отцу, что хочет быть священником, но тот ответил, что из-за финансовых трудностей в семье это невозможно. Бабка Мишеля по материнской линии Катрин Эчеверри настояла на том, чтобы отдать его в школу в Сен-Пале. Во время учёбы в школе он оплачивал свои расходы, прислуживая священникам и работая на кухне местного епископа, а приходской священник Жан-Батист Борда давал ему частные уроки.
Мишель Гарикойц начал обучение в семинарии в Эр-сюр-л’Адур, а окончил в Даксе. Он был рукоположен в священники 20 декабря 1823 года в кафедральном соборе Байонны и получил назначение в Камбо. Там он служил до 1825 года, пока его не направили в Бетаррам преподавать философию. Однако в 1833 году местный епископ принял решение закрыть семинарию в Бетарраме, и Мишель Гарикойц начал служить в святилище Девы Марии. В 1838 году он основал Конгрегацию бетаррамских священников Святейшего Сердца Иисуса.
В 1858 году встретился с Бернадеттой Субиру, после чего начал отстаивать подлиность явлений Девы Марии в Лурде.
14 мая 1863 года Мишель Гарикойц умер от инсульта.

## Прославление
Беатифицирован 10 мая 1923 года папой Пием XI, канонизирован 6 июля 1947 года папой Пием XII. День памяти в Католической церкви — 14 мая.
В Бетарраме есть часовня, посвящённая святому Мишелю Гарикойцу.
На биографии Мишеля Гарикойца основана пьеса Жюна Казенава «Святой Мишель Гарикойц», написанная на наварро-лабурдинском диалекте баскского языка и впервые поставленная 24 июля 1994 года.
От фамилии святого произошло баскское мужское личное имя Гарикойц.